# Schistidium cribrodontium
Schistidium cribrodontium là một loài Rêu trong họ Grimmiaceae. Loài này được (Herzog) Ochyra mô tả khoa học đầu tiên năm 1982.